# Arthur Johnson Hobrecht
Arthur Heinrich Ludolf Johnson Hobrecht (ur. 14 sierpnia 1824 w Kościerzynie, zm. 7 lipca 1912 w Berlinie-Lichterfelde) – polityk niemiecki, członek partii narodowo-liberalnej.

## Życiorys
W latach 1863–1872 nadburmistrz Wrocławia, następnie w latach 1872–1878 nadburmistrz Berlina.
Starszy brat Jamesa Hobrechta, inżyniera.

## Źródło
- Encyklopedia Wrocławia, 2000 (ISBN 83-7023-749-5)